# 小三日月茶壺
小三日月茶壺（こみかづきちゃつぼ）は、江戸時代に刊行された『玩貨名物記』に記載されている名物茶壺。仙台伊達家家老の古内主膳所持。暗褐蛇蝎釉四耳壷。唐物。

## 小三日月茶壺
総高　34.0　頸高　4.1　外口径　9.1～13.6　内口径　6.7～10.8
胴周　96.0　底径　14.0　重量　3200　軽重率　0.98

## 土
灰白色。黒い大小の粒と大小の長石多し。ザラつくが比較的均質。鉄分多し。

## 釉
鉄分の多い化粧土。露胎部4～5cm。畳付上8～13.5cmまで暗褐釉刷毛がけ。黒色釉が表面に涌いて覆い、黒褐色を呈する。気泡・貫入は涌き崩れて表面に縮みを起して艶を失い、長石と鉄が涌いて釉は黒く濁り、蛇蝎を呈して失透している。

## 沈線
なし。

## 書
なし。

## 造
紐造り。上部叩き。底部板起し。本来は清香口。

## 形状
本来は腰のすぼまりの少い、ずん胴形の太めの感じのする姿である。土にも化粧土にも鉄分が多い。胴下部から尻部にかけて回転圧痕が緩く数條周り、尻部がへたって歪みを生じている。窯内で他の器物と接着して圧せられ、口縁は大きく歪んで傾き、肩部に附着した他の皿状の器を三日月形に削り出してある。胴部にも大きく接着したと思われる部分は、削り落してある。全面的に小さな瘤があり、中には破れて洞となっている所もある。削り出した三日月は長さ14cm、幅3cm。

## 附属
桐蓋。箱　桐素木四方桟蓋造。蓋裏　墨書「信長公宝器　小三日月　御茶壺」。三行書。箱側面　墨書「小三日月　御壺」。別側面　蔵札一枚貼付。

## 銘
信長の所持した世にも有名な「三日月茶壺」に肖ろうとして、附着していた陶片を三日月形に削り出し、「小三日月」と称したものと推される。

## 伝来
松平陸奥守、即ち仙台伊達家の家臣古内主膳が所持していたと知られる。古内氏は重広が政宗に仕え、主膳を名乗って一万石を給されて国老となり、以後代々主膳を称した。現所蔵者は伊達家伝来でその当主より戦後直接この様にして入手したと、その間の事情を詳しく伝えている。